# 東京都道240号父島循環線

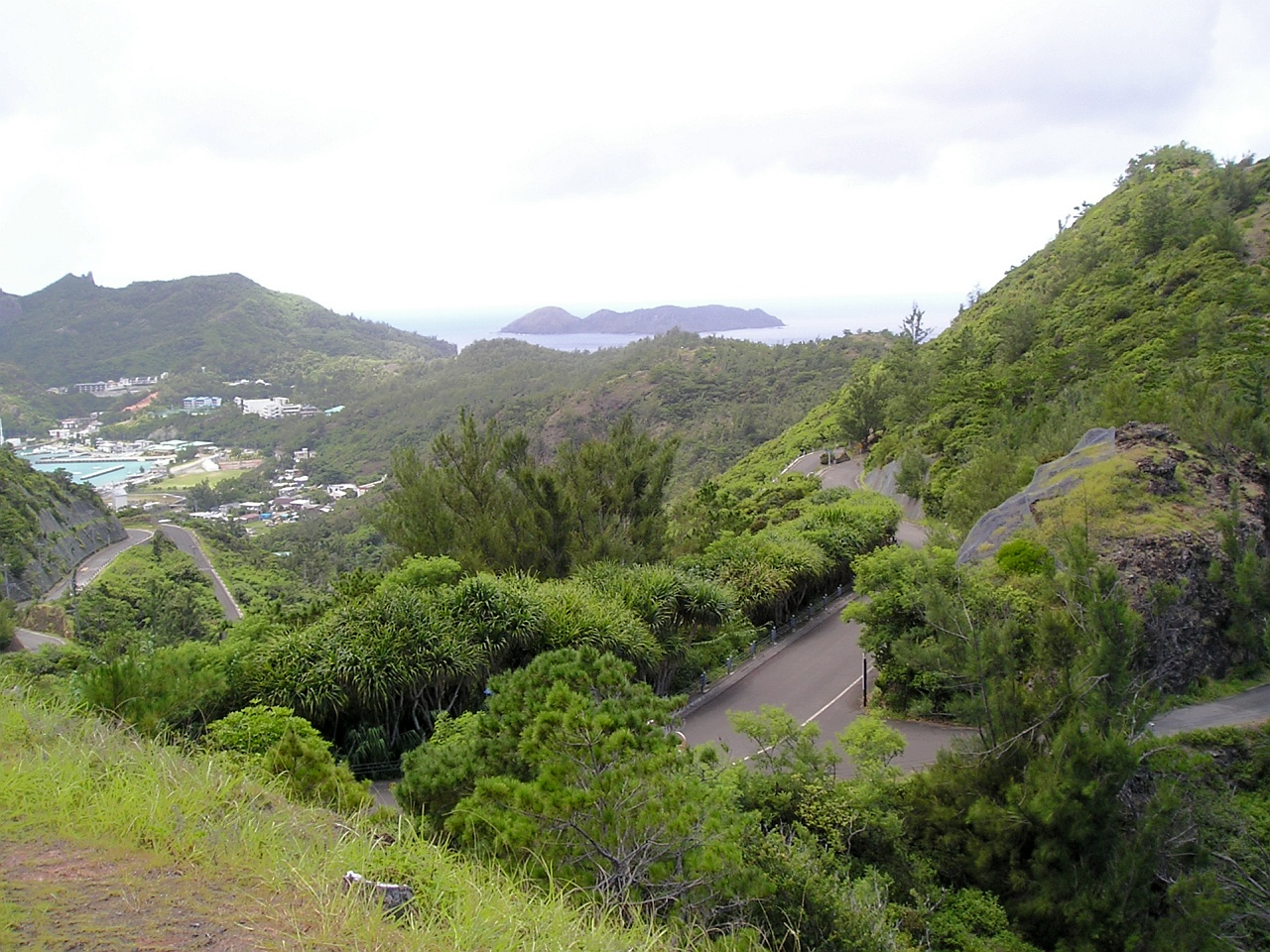
「夜明道路」（左奥に二見港などが見える）

東京都道240号父島循環線（とうきょうとどう240ごう ちちじまじゅんかんせん）は、東京都小笠原村父島内にある都道である。島内に唯一ある都道で集落と集落を結ぶ島の幹線道である。また、四方八方に支線がある。

## 路線の概要
- 起点：小笠原村父島大村
- 終点：小笠原村父島奥村
- 延長：21,840m
- 面積：368,238m2
- 通称：
  - 湾岸通り（西町 - 洲崎）東京都通称道路名設定広告整理番号121
  - 小港道路（扇浦 - 小港）東京都通称道路名設定広告整理番号122
  - 夜明道路（奥村 - 小曲）東京都通称道路名設定広告整理番号123

## 周辺の施設
- 東京都立小笠原高等学校

## 接続道路
なし